# Салах ібн Салах
Салах ібн Салах (Salah ibn Salah; ? — до 1440) — марокканський емір, управитель Сеути (до 1415), Асіли і Танжера. Слуга Маринідської династії. Командувач танжерського гарнізону під час португальської облоги (1437). Після поразки португальців підписав із Енріке Мореплавцем угоду від 17 жовтня 1437 року, що передбачала беззбройну евакуацію нападників в обмін на здачу ними Сеути. Гарантуючи безпеку евакуації, видав заручником свого сина, якого португальці не повернули. У відповідь ув'язнив португальських заручників й конвоював їх до Асіли. Чекаючи на здачу Сеути, утримував у заручниках португальського інфанта Фернанду. Коли виявилося, що португальці не збираються дотримуватися угоди (1438), за наказом візира Абу Захарії перевіз Фернанду до Феської в'язниці, де той і помер.